# Andrea Lynch
Pour les articles homonymes, voir Lynch.
Andrea Joan Caron Lynch (née le 24 novembre 1952 à la Barbade) est une athlète britannique, spécialiste des épreuves de sprint.

## Biographie
En 1975, Andrea Lynch décroche le titre du 60 mètres lors des Championnats d'Europe en salle de Katowice, en devançant dans le temps de 7 s 17 l'Est-allemande Monika Meyer et la Polonaise Irena Szewińska. 

### Palmarès
| Date | Compétition                    | Lieu         | Résultat | Épreuve   |
| ---- | ------------------------------ | ------------ | -------- | --------- |
| 1972 | Jeux olympiques                | Munich       | 7e       | 4 x 100 m |
| 1974 | Championnats d'Europe en salle | Göteborg     | 2e       | 60 m      |
| 1974 | Jeux du Commonwealth           | Christchurch | 2e       | 100 m     |
| 1974 | Jeux du Commonwealth           | Christchurch | 2e       | 4 x 100 m |
| 1974 | Championnats d'Europe          | Rome         | 3e       | 100 m     |
| 1975 | Championnats d'Europe en salle | Katowice     | 1re      | 60 m      |
| 1976 | Jeux olympiques                | Montréal     | 7e       | 100 m     |
| 1976 | Jeux olympiques                | Montréal     | 8e       | 4 x 100 m |
| 1977 | Coupe du monde des nations     | Düsseldorf   | 1re      | 4 x 100 m |

### Records
| Épreuve | Performance | Lieu     | Date         |
| ------- | ----------- | -------- | ------------ |
| 60 m    | 7 s 17      | Göteborg | 10 mars 1974 |
| 100 m   | 11 s 16     | Londres  | 11 juin 1975 |